# Uvis Balinskis
Uvis Jānis Balinskis, född 1 augusti 1996, är en lettisk professionell ishockeyback som spelar för Florida Panthers i National Hockey League (NHL).
Han har tidigare spelat för Dinamo Riga i Kontinental Hockey League (KHL); HC Litvínov och HC Bílí Tygři Liberec i Extraliga; Charlotte Checkers i American Hockey League (AHL) samt HK Riga i Molodjozjnaja chokkejnaja liga (MHL).
Balinskis vann Stanley Cup för säsongen 2024–2025.
Han blev aldrig NHL-draftad.

## Statistik
| 2015–2016        | Dinamo Riga           | KHL              | 1   | 0  | 0  | 0  | 0  | —  | — | — | — | — |
|                  | HK Riga               | MHL              | 36  | 7  | 11 | 18 | 24 | —  | — | — | — | — |
| 2016–2017        | Dinamo Riga           | KHL              | 21  | 2  | 3  | 5  | 6  | —  | — | — | — | — |
|                  | HK Riga               | MHL              | 30  | 3  | 9  | 12 | 24 | —  | — | — | — | — |
| 2017–2018        | Dinamo Riga           | KHL              | 28  | 2  | 3  | 5  | 4  | —  | — | — | — | — |
|                  | HK Liepāja            | OHL              | 2   | 0  | 1  | 1  | 2  | —  | — | — | — | — |
| 2018–2019        | Dinamo Riga           | KHL              | 37  | 1  | 10 | 11 | 16 | —  | — | — | — | — |
| 2019–2020        | Dinamo Riga           | KHL              | 48  | 5  | 8  | 13 | 20 | —  | — | — | — | — |
| 2020–2021        | HC Litvínov           | Extraliga        | 48  | 5  | 12 | 17 | 18 | 3  | 0 | 0 | 0 | 2 |
| 2021–2022        | HC Litvínov           | Extraliga        | 42  | 9  | 14 | 23 | 22 | —  | — | — | — | — |
| 2022–2023        | HC Bílí Tygři Liberec | Extraliga        | 50  | 11 | 24 | 35 | 22 | 10 | 1 | 6 | 7 | 4 |
| 2023–2024        | Florida Panthers      | NHL              | 26  | 1  | 2  | 3  | 8  | —  | — | — | — | — |
|                  | Charlotte Checkers    | AHL              | 37  | 3  | 18 | 21 | 31 | —  | — | — | — | — |
| 2023–2024        | Florida Panthers      | NHL              | 76  | 4  | 14 | 18 | 27 | 5  | 1 | 0 | 1 | 2 |
| NHL totalt       | NHL totalt            | NHL totalt       | 102 | 5  | 16 | 21 | 35 | 5  | 1 | 0 | 1 | 2 |
| KHL totalt       | KHL totalt            | KHL totalt       | 135 | 10 | 24 | 34 | 46 | —  | — | — | — | — |
| Extraliga totalt | Extraliga totalt      | Extraliga totalt | 140 | 25 | 50 | 75 | 62 | 13 | 1 | 6 | 7 | 6 |
| MHL totalt       | MHL totalt            | MHL totalt       | 66  | 10 | 20 | 30 | 48 | —  | — | — | — | — |

### Internationellt
| Källa: Uppdaterad: 2023-10-13 | Källa: Uppdaterad: 2023-10-13 | Källa: Uppdaterad: 2023-10-13 |         | Utv = Utvisningsminuter | Utv = Utvisningsminuter | Utv = Utvisningsminuter | Utv = Utvisningsminuter | Utv = Utvisningsminuter |
| År                            | Lag                           | Mästerskap                    | Matcher | Mål                     | Assists                 | Poäng                   | Utv                     |                         |
| ----------------------------- | ----------------------------- | ----------------------------- | ------- | ----------------------- | ----------------------- | ----------------------- | ----------------------- | ----------------------- |
| 2016                          | Lettland                      | JVM D1A                       | 5       | 0                       | 1                       | 1                       | 2                       |                         |
| 2017                          | Lettland                      | VM                            | 7       | 0                       | 2                       | 2                       | 4                       |                         |
| 2018                          | Lettland                      | VM                            | 5       | 1                       | 1                       | 2                       | 0                       |                         |
| 2019                          | Lettland                      | VM                            | 7       | 0                       | 1                       | 1                       | 4                       |                         |
| 2021                          | Lettland                      | VM                            | 7       | 0                       | 2                       | 2                       | 4                       |                         |
| 2022                          | Lettland                      | OS                            | 4       | 0                       | 3                       | 3                       | 0                       |                         |
| 2023                          | Lettland                      | VM                            | 10      | 0                       | 2                       | 2                       | 4                       |                         |
| Junior totalt                 | Junior totalt                 | Junior totalt                 | 5       | 0                       | 1                       | 1                       | 2                       |                         |
| Senior totalt                 | Senior totalt                 | Senior totalt                 | 40      | 1                       | 11                      | 12                      | 16                      |                         |